# Кузнецова, Светлана Алексеевна
Светла́на Алексе́евна Кузнецо́ва (19 марта 1963, Москва, Россия) — российский общественный деятель, председатель Межрегиональной общественной организации помощи военнослужащим «Солдатские матери».

## Биография
Родилась в 1963 году в Москве. 
1999 - 2016 года работала в Комитете солдатских матерей города Москвы. В 2003 году создала Межрегиональную общественную организацию помощи военнослужащим «Солдатские матери» и была избрана председателем её правления.
В 2007 и 2011 году принимала участие в выборах в Государственную думу Российской Федерации по списку партии «Яблоко», но она не преодолевала проходного барьера, и Кузнецова так и не стала депутатом.